# Krangeweer
Krangeweer (Gronings: Kramweer) is een buurtschap en een wierde ten zuiden van Stedum in de gemeente Eemsdelta.
De buurtschap bestaat uit enkele ver uit elkaar gelegen boerderijen, waarvan er één Crangeweer heet.
Door Krangeweer lopen de Krangeweersterweg en de watergang de Krangeweerstertocht. Ook het gemaal bij het Westerwijtwerdermaar, dat het water van het gebied uitslaat heet Krangeweer. Het bemalingsgebied was voor 1975 een zelfstandig waterschap met de naam Bult-Krangeweer.
In Krangeweer zijn in het verleden twee Romeinse beeldjes gevonden. Een Juno-beeldje van keizerin Damitia werd al in 1827 gevonden bijhet graven van een gracht door de wierde.

## Naam
De naam is misschien afkomstig van de persoonsnaam Cralink en vergelijkbaar met Kringwehrum bij Hinte.
Wobbe de Vries denkt eerder aan 'krang' in de betekenis van 'gebogen', dus een kringvormige wierde'.
Groningen: Steden en dorpen      Nederland: Provincies · Gemeenten